# Varians

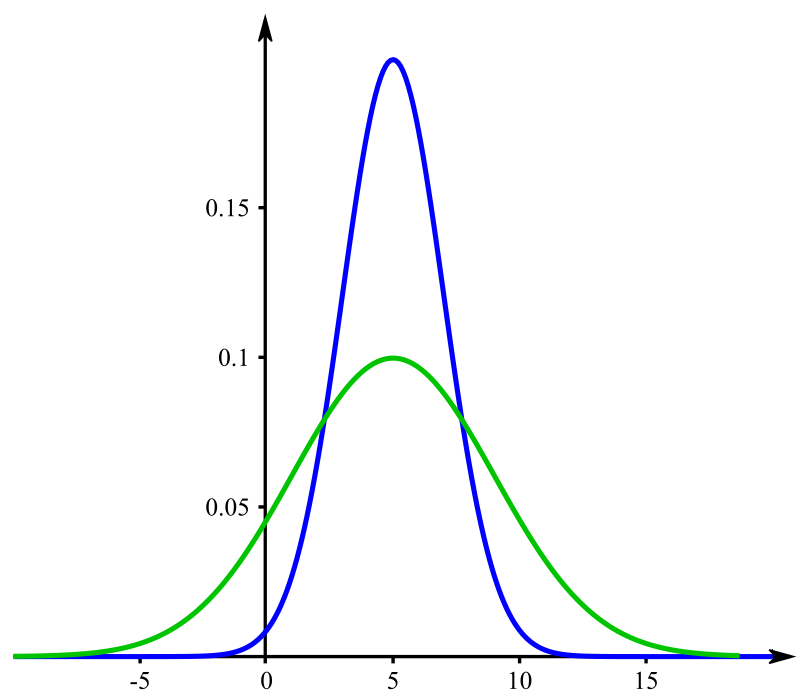
Två oberoende normalfördelade stokastiska variabler med samma väntevärde, men olika varianser. Den blå linjen är N~(5, 2), med variansen 2 och den gröna är N~(5, 4), med variansen 4

Varians är inom sannolikhetsteori och matematisk statistik, väntevärdet för den kvadratiska avvikelsen hos en stokastisk variabel från dess medelvärde och ger ett informellt mått på hur mycket en uppsättning (slump) tal är utspridda kring medelvärdet. Variansen är av central betydelse inom statistiken. Den används inom beskrivande statistik, statistisk inferens, Monte Carlo-metoden, med mera. Liksom väntevärdet, är varians en egenskap hos en stokastisk variabel och dennas 
sannolikhetsfördelning.

## Definitioner
Variansen definieras som σ2 för en diskret sannolikhetsfördelning enligt
{\displaystyle \operatorname {Var} (X)=\sigma ^{2}=\sum _{i=1}^{N}P(x_{i})(x_{i}-\mu )^{2}}
där summeringen görs över alla x i utfallsrummet Ω och μ är väntevärdet på X. σ är standardavvikelsen.

För en kontinuerlig sannolikhetsfördelning definieras variansen som
{\displaystyle \operatorname {Var} (X)=\sigma ^{2}=\int _{-\infty }^{\infty }f(x)(x-\mu )^{2}\,dx}
där f(x) är fördelningens täthetsfunktion (frekvensfunktion).
Det går också att definiera variansen med hjälp av väntevärdet E(X):
{\displaystyle \operatorname {Var} (X)=\sigma ^{2}=E((X-E(X))^{2})=E(X^{2})-E(X)^{2}}
det vill säga väntevärdet på kvadraten för avvikelsen från väntevärdet.
Kvadratroten ur variansen (σ) kallas sannolikhetsfördelningens standardavvikelse. Även standardavvikelsen är ett exempel på spridningsmått för en sannolikhetsfördelning.

## Exempel

### Normalfördelning
Normalfördelningen med parametrarna μ och σ är en kontinuerlig fördelning vars täthetsfunktion ges av
{\displaystyle f(x)={\frac {1}{\sqrt {2\pi \sigma ^{2}}}}e^{-{\frac {(x-\mu )^{2}}{2\sigma ^{2}}}}}
I denna fördelning är E(X) = μ och variansen Var(X) är relaterad till σ via
{\displaystyle \operatorname {Var} (X)=\int _{-\infty }^{\infty }{\frac {(x-\mu )^{2}}{\sqrt {2\pi \sigma ^{2}}}}e^{-{\frac {(x-\mu )^{2}}{2\sigma ^{2}}}}\,dx=\sigma ^{2}}
Normalfördelningens roll i den centrala gränsvärdessatsen är till en del orsak till den relativt vanliga förekomsten av varians inom sannolikhetslära och statistik.